# Automotrice FS ALv 72
L'automotrice ALv 72 è un rotabile automotore, con motore a vapore, costruito dall'OM a fine anni trenta per le Ferrovie dello Stato.

## Storia
Ordinate il 31 luglio 1934 dalle FS insieme a tre automotrici a gasolio ALn 72, con consegna prevista a ottobre 1935, le ALv 72 uscirono dagli stabilimenti OM nel 1938, beneficiando di miglioramenti (carrelli e cassa) introdotti nel frattempo.
Le automotrici condividevano la cassa con le consorelle ALn 72, differenziandosene per la disposizione dei locali di servizio; con le successive ALn 772 condividevano le dimensioni del comparto viaggiatori.
Provate sulle linee del compartimento di Firenze (Firenze-Chiusi e Firenze-Faenza), dimostrarono un rendimento inferiore e una scarsa accelerazione rispetto alle automotrici Diesel, e nel 1940 le ALv 72 furono cedute (insieme alle ALn 72) alle Ferrovie Padane: le ALv furono trasformate in rimorchiate, impiegate spesso al traino delle ALn 72, venendo successivamente demolite.

## Tecnica
La OM, che aveva sino alla metà degli anni trenta prodotto alcune serie di automotrici unidirezionali per ferrovie concesse, propose alcune novità rispetto ai rotabili già in esercizio: cassa più lunga e alta rispetto alle ALn 56, maggior comfort per i passeggeri (paragonabile a quello delle carrozze di seconda classe) e maggior numero di posti a sedere.
Ogni automotrice montava due caldaie compound a due cilindri affiancati, che funzionavano bruciando olio pesante. In caso di avaria a un motore era possibile isolare manualmente il motore non funzionante, e il complesso generatore-motore-condensatore era a funzionamento automatico: era quindi possibile utilizzare un solo agente alla guida. I carrelli erano gli stessi delle ALn 72, differenziandosene nel passo: quello del carrello anteriore, che ospitava i due motori, era maggiore (3.400 mm anziché 3.100), mentre il carrello posteriore portante era minore (3.050 mm). La massa delle ALv 72 era minore rispetto a quella delle ALn 72 (33 t contro 35) ma peggio ripartita.
Dal punto di vista estetico le ALn 72 riprendono, stilizzandoli, gli stilemi delle contemporanee automotrici Fiat; caratteristico delle ALv 72 (e delle sorelle ALn 72) era lo schema di verniciatura che incorniciava i fari come se fossero "occhi di pesce".